# 錢增
錢增（1602年—？），字裒卿，號曼修，直隸蘇州府太倉州人，明朝政治人物。

## 生平
天啟七年（1627年）丁卯科應天鄉試第四十四名舉人，崇禎四年（1631年）中式辛未科會試第六十九名，三甲第十二名進士。通政司觀政，授行人司行人，十年（1637年）升兵科給事中，十三年（1640年）升刑科都給事中，論劾東閣大學士楊嗣昌誤國，同年終養歸里。清順治九年（1652年）獲撫按交章舉薦，以母年老辭卻，卒後入祀鄉賢祠。

## 家族
曾祖錢如山，贈太僕寺少卿；祖父錢桓，南贛巡撫；父錢扆。